# Jordbävningen i Colima-Jalisco 1995
Jordbävningen i Colima-Jalisco 1995, den 9 oktober klockan 15:36 UTC, uppmättes till 8,0 Mw med epicentrum utanför Jaliscos kust i västra Mexiko.
Minst 49 personer dödades och 100 skadades. Jordbävningen utlöste en tsunami, som drabbade en 200 kilometer lång sträcka längs med kusten. De hårdast drabbade områdena var Manzanillo i Colima och Cihuatlán i Jalisco.
Jordbävningen kunde även kännas i Mexico City och till och med i Texas i USA, om man befann sig i höghusen i Dallas eller Houston.

## Tektonik
Jordbävningen inträffade i ett område där Riveraplattan möter nordamerikanska plattan. Den var resultatet av rörelserna hos nordamerikanska plattan, Riveraplattan och Cocosplattan.

## Skador
Tsunamin drabbade en sträcka på 200 kilometer längs med kusten, men med allvarliga skador begränsade till områden med grund strandlinje. De flesta översvämningarna drabbade området kring Tenacatitabukten. Jordskred blockerade vägarna mellan Guadalajara och Manzanillo. I Manzanillo dödades 18 personer då ett hotell med åtta våningar kollapsade.

## Karaktär

### Jordbävningen
Jordbävningen varade i cirka en minut och involverade en 200 kilometer lång förkastning mellan plattorna. Den största förskjutningen var cirka 5 meter. En sättning på 14 centimeter uppstod vid Manzanillo.
Variationerna i den seismiska aktiviteten indikerade att tre bristningar inträffade.

### Tsunami
Tsunamin hade en maximal höjd på 5,1 meter. Minst två vågor nedtecknades. Tsunamin observerades också i Ecuador, Franska Polynesien, Samoaöarna, Australien och Hawaii.

### Fotnoter
1. 1 2 3 4  NGDC. ”Comments for this tsunami event”. http://www.ngdc.noaa.gov/nndc/struts/results?eq_0=5423&t=101650&s=18&d=99,91,95,93&nd=display. Läst 13 mars 2010.
2. 1 2  USGS. ”Significant earthquakes of the World, 1995”. Arkiverad från originalet den 8 juni 2011. https://web.archive.org/web/20110608020600/http://earthquake.usgs.gov/earthquakes/eqarchives/significant/sig_1995.php. Läst 13 mars 2010.
3. 1 2 3  Zobin, V.M. (6 mars 1998). ”The macroseismic field generated by the Mw 8.0 Jalisco, Mexico, earthquake of 9 oktober 1995”. Bulletin of the Seismological Society of America "88" (3):  ss. 703–711. https://pubs.geoscienceworld.org/ssa/bssa/article-abstract/88/3/703/102744/the-macroseismic-field-generated-by-the-mw-8-0?redirectedFrom=PDF. Läst 13 mars 2010.
4. ↑  ”Arkiverade kopian”. Arkiverad från originalet den 26 maj 2005. https://web.archive.org/web/20050526212450/http://www.ceprode.org.sv/staticpages/pdf/spa/doc11859/doc11859-b.pdf. Läst 12 september 2010.
5. ↑  ”Arkiverade kopian”. Arkiverad från originalet den 25 maj 2012. https://archive.is/20120525140830/http://articles.baltimoresun.com/2003-01-23/news/0301230129_1_colima-mexico-city-earthquake/2. Läst 18 februari 2011.
6. ↑  ”Arkiverade kopian”. Arkiverad från originalet den 28 maj 2011. https://web.archive.org/web/20110528024610/http://www.usc.edu/dept/tsunamis/manzanillo/. Läst 13 mars 2010.